# خانه حاج حسن زندی
خانه حاج حسن زندی مربوط به دوره قاجار است و در کشکوئیه، بافت قدیم شهر واقع شده و این اثر در تاریخ ۱۲ تیر ۱۳۸۴ با شمارهٔ ثبت ۱۲۰۱۳ به‌عنوان یکی از آثار ملی ایران به ثبت رسیده است.